# Kratica
Kratíca je ustaljena okrajšava večbesednih imen, običajno iz začetnih črk. Pišemo jo brez krajšavnih pik, torej ZDA in ne Z.D.A. Skupaj s formulami, okrajšavami in simboli sodi med krajšave.
Posebna kategorija so črkovalne kratice, ki jih v nasprotju z ostalimi ne beremo kot besede, temveč črkujemo.
Krajše kratice imajo pogosto več pomenov, zato jih v sobesedilu običajno napovemo oz. zapišemo, da ne prihaja do dvoumnosti.
Zgledi kratic: SI, AGRFT, IMV, ZDA, BiH, FEN, PMSM, ASCII, WYSIWYG.

## Kratica: samostalnik, nastal iz začetnih delov večbesednega poimenovanja
Kratice, formule in simboli so večinoma samostalniki moškega spola (TAM, SIT, UNESCO), ženskega spola pa so kratice na nenaglašeni -a, npr. EFTA, INA, NAMA, in redke druge, npr. SAZU (ki je tudi moškega spola). Le redko katera kratica ima množinsko vrednost (ZDA).
Prvotne krne v kraticah načeloma pišemo z velikimi črkami, izjemoma pa tudi mešano: TAM, SAZU, BiH. V primeru likovne stilizacije je prav tako dovoljen zapis z malimi črkami: rtv. Kratice lahko beremo kot druge besede, npr. TAM [tám], ali pa črkovalno, npr. PTT [p[t[t\], SP [espé], s tujimi imeni črk pa le izjemoma, npr. BBC [bibisí]. Mogoč, a precej redkejši, je zapis črkovalne kratice, kot jo beremo oz. izgovarjamo: NÓB kot »enobé«.
Dvo- in več zložne črkovalno brane oz. govorjene kratice se naglašujejo samo na koncu: SP [espé], RK [erká], RTV [ertevé]. Nečrkovalno brane oz. govorjene s pogostno rabo prehajajo med navadno pisano besedje in se potem tako tudi pišejo: sit, Unesco, Tam.
Črkovalnih kratic na koncu vrstice ne delimo, kot bi to počeli z ostalimi besedami.

## Sklapljanje
Kratica nastane tako, da besede ali stalne besedne zveze okrnimo, ponavadni prav do začetnih črk, npr. Slovenska akademija znanosti in umetnosti > S, A, Z, U. Krne nato združimo v kratico (S, A, Z, U > SAZU). Na enak način nastanejo tudi formule – NaCl (natrijev klorid), in če je krn en sam, simboli – Na (natrij), cm (centimeter). Primer kratice, ki ni nastala le iz začetnic, je TOMOS (Tovarna motorjev Sežana). Nekatere zveze kratic se pišejo tudi narazen, npr. MO RS (Ministrstvo za obrambo Republike Slovenije). 

## Sklanjanje
V Načrtu pravil za novi slovenski pravopis je predvideno sklanjanje z glasovnimi končnicami po prvi moški ali ženski sklanjatvi in sklanjanje po tretji ženski sklanjatvi za končnice, ki so ohranile spol podstavne zveze. Zapis končnic in podaljšav je z  obojestičnim vezajem in malimi črkami ali brez vezaja in z velikimi črkami. Dopuščena je možnost za obravnavo zadnjega samoglasnika kot končnice; zapis z velikimi črkami je v tem primeru označen z »redkeje«.
Končnice in podaljšave osnove z velikimi črkami pisanih imen pišemo z malo (za vezajem) ali z veliko začetnico: AVNOJ AVNOJ-a ali AVNOJA, TAM TAM-a ali TAMA, SKOJ SKOJ-a ali SKOJA; pri črkovalnem kraticah pišemo del oblike, ki ni enak imenovalniku, z malimi črkami za vezajem: AFZ AFŽ-ja, BBC BBC-ja, ZSSR ZSSR-a. 
Kadar se kot sklonilo obravnava zadnji samoglasnik kratičnega imena, se beseda (če je lastno ime) v sklonu, ki glasovno ni enak imenovalniku, navadno piše le z veliko začetnico, npr. rod. Unesca, Unrre. Redkeje se tudi taka končnica piše z veliko: INA – INE – INI, UNESCO – UNESCA – UNESCU.

## Najdaljše kratice
Najdaljša kratica na svetu je po delu Acronyms, Initialisms and Abbreviations Dictionary iz leta 1965 ADCOMSUBORDCOMPHIBSPAC, vojaški izraz Vojne mornarice ZDA, ki označuje Administrativno poveljstvo podpoveljstva amfibicijskih enot v Tihomorski floti (izvorno angleško Administrative Command, Amphibious Forces, Pacific Fleet Subordinate Command).
Najdaljša črkovalna kratica na svetu je po Guinessovi knjigi rekordov: NIIOMTPLABOPARMBETZHELBETRABSBOMONIMONKONOTDTEKHSTROMONT (Нииомтплабопармбетзелбетрабсбомонимонконотдтехстромонт). Kratica ima 56 črk (54 v cirilici), navedena je v slovarju Zgoščeni slovar sovjetskega izrazoslovja (Concise Dictionary of Soviet Terminology), in pomeni »Laboratorij za zapiranje, ojačevanje, betonska in železobetonska dela za kompozitno-monolitne in monolitne konstrukcije Oddelka za tehnologijo gradbeno-sestavljalnih del Znanstvenega raziskovalnega inštituta Organizacije za gradbeno mehanizacijo in tehnično pomoč Akademije za gradbeništvo in arhitekturo ZSSR«.